# Marija Vučković
Marija Vučković (Mostar, 3. srpnja 1974.) hrvatska je političarka, te trenutačna ministrica zaštite okoliša i zelene tranzicije.
U Pločama je završila osnovnu te srednju školu, nakon čega upisuje Ekonomski fakultet Sveučilišta u Zagrebu na kojem stječe zvanje magistrice znanosti iz područja međunarodne ekonomije.